# Trebež (Chorwacja)
Trebež – wieś w Chorwacji, w żupanii sisacko-moslawińskiej, w gminie Jasenovac. W 2011 roku liczyła 53 mieszkańców.